# Schottische Badmintonmeisterschaft 1977
Die Schottische Badmintonmeisterschaft 1977 fand bereits vom 10. bis zum 12. Dezember 1976 statt.

## Medaillengewinner
| Disziplin    | Gold                               | Silber                          | Bronze                      |
| ------------ | ---------------------------------- | ------------------------------- | --------------------------- |
| Herreneinzel | Nicol McCloy                       | Ronnie Conway                   | Gordon Hamilton             |
| Herreneinzel | Nicol McCloy                       | Ronnie Conway                   | Anthony Dawson              |
| Dameneinzel  | Joanna Flockhart                   | Anne Johnstone                  | Christine Heatly            |
| Dameneinzel  | Joanna Flockhart                   | Anne Johnstone                  | A. Drummond                 |
| Herrendoppel | Billy Gilliland Fraser Gow         | Dan Travers Gordon Hamilton     | Alan Gilliland David Joiner |
| Herrendoppel | Billy Gilliland Fraser Gow         | Dan Travers Gordon Hamilton     | Jim Ansari Robert McCoig    |
| Damendoppel  | Joanna Flockhart Christine Stewart | Christine Heatly Anne Johnstone | M. McCulloch L. Smith       |
| Damendoppel  | Joanna Flockhart Christine Stewart | Christine Heatly Anne Johnstone | D. Stormont Pamela Hamilton |
| Mixed        | Billy Gilliland Joanna Flockhart   | Fraser Gow Christine Stewart    | Jim Ansari Christine Heatly |
| Mixed        | Billy Gilliland Joanna Flockhart   | Fraser Gow Christine Stewart    | Mac Henderson V. Davidson   |